# Алефельд
Алефельд (нем. Ahlefeld) — посёлок в Германии, в земле Шлезвиг-Гольштейн.
Входит в состав района Рендсбург-Экернфёрде. Подчиняется управлению Хюттен. Население 173 чел. Занимает площадь 4,17 км². Официальный код  —  01 0 58 002.